# Копчић
Копчић је насељено мјесто у Босни и Херцеговини, у општини Бугојно, које административно припада Федерацији Босне и Херцеговине. Према попису становништва из 2013. у насељу је живјело 636 становника.

## Становништво
| Националност       | 1991.        | 1981.        | 1971.        |
| Муслимани          | 530 (45,57%) | 428 (42,84%) | 290 (44,68%) |
| Срби               | 391 (33,61%) | 342 (34,23%) | 240 (36,97%) |
| Хрвати             | 205 (17,62%) | 178 (17,81%) | 117 (18,02%) |
| Југословени        | 9 (0,77%)    | 46 (4,60%)   | 0            |
| остали и непознато | 28 (2,41%)   | 5 (0,50%)    | 2 (0,31%)    |
| Укупно             | 1.163        | 999          | 649          |

| Демографија | Демографија | Демографија |
| Година      | Становника  | Становника  |
| ----------- | ----------- | ----------- |
| 1971.       | 649         |             |
| 1981.       | 999         |             |
| 1991.       | 1.163       |             |
| 2013.       | 636         |             |